# Следы (Могилёв-Подольский район)
Следы́ (укр. Сліди) — село на Украине, находится в Могилёв-Подольском районе Винницкой области.
Население по переписи 2001 года составляет 806 человек. Почтовый индекс — 24035. Телефонный код — 4337.
Занимает площадь 1,68 км².

## Религия
В селе действует Крестовоздвиженский храм Могилёв-Подольского благочиния Могилёв-Подольской епархии Украинской православной церкви.

## Адрес местного совета
24035, Винницкая область, Могилёв-Подольский р-н, с. Следы